# ピーター・グレイブス
ピーター・グレイブス（Peter Graves, 1926年3月18日 - 2010年3月14日）は、アメリカ合衆国の俳優。主に映画やテレビドラマで活躍した。ドラマ『スパイ大作戦』の主人公ジム・フェルプス役で知られる。

## 略歴
本名はピーター・アーネス。アメリカ合衆国ミネソタ州ミネアポリス出身。イギリス系の父親とドイツ系の母親の間に生まれる。兄に俳優のジェームズ・アーネスがいる。16歳のときにラジオ・アナウンサーとなる。空軍に2年従軍した後、ミネソタ大学で演技を学んだ。
1950年に映画でデビュー。『第十七捕虜収容所』（1953年）や『狩人の夜』（1955年）などの名作に脇役で出演する一方、『金星人地球を征服』（1956年）など低予算のSF映画では主演を務めた。1955年にはテレビドラマ『名馬フューリー』に主演。1960年まで続いたこのシリーズでテレビドラマのスターとなった。
1966年にスタートしたテレビシリーズ『スパイ大作戦』に、2代目リーダーのジム・フェルプス役で1967年の第2シーズンより主演する。1973年の第7シーズンまで続いた同作は多くの国々で放送され、世界的な知名度を得た。この間に主演した映画『五人の軍隊』（1969年）では丹波哲郎と共演している。その後も映画『フライングハイ』シリーズ（1980年～）や香港映画『皇帝密使』（1983年）でコミカルな演技を披露する一方、大作ドラマ『戦争の嵐』（1983年）ではシリアスな科学者を演じるなど、多彩に活躍した。1988年には前作終了から15年ぶりの続編として制作された『新スパイ大作戦』でも再びジム・フェルプス役で主演した。『スパイ大作戦』は1996年にトム・クルーズ主演で映画『ミッション:インポッシブル』としてリメイクされたが、これに対しては批判的だった。
2010年3月14日、アメリカ合衆国カリフォルニア州のパシフィック・パリセーズにある自宅にて死去した。83歳没。

### プライベート
1950年にJoan Endressと結婚。娘が3人いる。
学生友愛会ファイ・カッパ・サイのメンバー。

## 受賞歴
1971年には『スパイ大作戦』のジム・フェルプス役が認められ、ゴールデングローブ賞を受賞。エミー賞にもノミネートされたことがある。
2009年10月30日、ハリウッド・ウォーク・オブ・フェーム入りした。

## 出演作品

### 映画
| 公開年 | 邦題 原題                                                           | 役名                     | 備考       |
| ------ | ------------------------------------------------------------------- | ------------------------ | ---------- |
| 1951   | デファイアンス砦 Fort Defiance                                      | ネッド                   |            |
| 1952   | 合衆国の恐怖・火星からの伝言 Red Planet Mars                        | クリス                   |            |
| 1953   | 第十七捕虜収容所 Stalag 17                                          | プライス                 |            |
| 1953   | 騎兵隊突撃 War Paint                                                | トルソン                 |            |
| 1953   | 十二哩の暗礁の下に Beneath the 12-Mile Reef                         | アーノルド・ディクス     |            |
| 1954   | 宇宙からの暗殺者 Killers from Space                                 | ダグ・ポール・マーティン |            |
| 1954   | イエロー・トマホーク The Yellow Tomahawk                            | ソーヤー                 |            |
| 1954   | 七人の脱走兵 The Raid                                               | フランク                 |            |
| 1954   | 死刑五分前 Black Tuesday                                            | ピーター・マニング       |            |
| 1955   | 法律なき町 Wichita                                                  | モーガン                 |            |
| 1955   | 長い灰色の線 The Long Gray Line                                     | ルドルフ・ヘインツ       |            |
| 1955   | 狩人の夜 The Night of the Hunter                                    | ベン・ハーパー           |            |
| 1955   | 決戦アパッチ砦 Fort Yuma                                            | ベン・キーガン           |            |
| 1955   | 軍法会議 The Court-Martial of Billy Mitchell                        | ボブ・エリオット         |            |
| 1956   | 金星人地球を征服 It Conquered The World                             | ポール・ネルソン         |            |
| 1956   | 敵中突破せよ! Hold Back the Night                                   | リー                     |            |
| 1956   | 西部の血煙 Canyon River                                             | ボブ・アンドリュース     |            |
| 1957   | 世界終末の序曲 Beginning of the End                                 | エド・ウェインライト     |            |
| 1965   | 生きる情熱 A Rage to Live                                           | ジャック・ホリスター     |            |
| 1966   | テキサス Texas Across the River                                     | スティンプトン           |            |
| 1967   | 大魔境突破 Valley of Mystery                                        | ベン・バーストウ         | テレビ映画 |
| 1968   | 裏切り鬼軍曹 Sergeant Ryker                                         | ウィテカー               |            |
| 1969   | 五人の軍隊 The Five Man Army                                        | ダッチマン               |            |
| 1974   | 大統領専用機遭難す The President's Plane Is Missing                 | マーク・ジョーンズ       | テレビ映画 |
| 1974   | 影なき恐怖 Scream of the Wolf                                       | ジョン・ウェザビー       | テレビ映画 |
| 1974   | 残酷の愛・殺人放火魔の正体 The Underground Man                      | リュウ・アーチャー       | テレビ映画 |
| 1974   | SF姿なき侵略者/地球から人間が消えた! Where Have All the People Gone | スティーヴン・アンダース | テレビ映画 |
| 1975   | 爆走!サイドカーレーサー Sidecar Racers                              | カーソン                 |            |
| 1975   | 大統領候補暗殺事件 Dead Man on the Run                              | ジム・ギデオン           | テレビ映画 |
| 1977   | パニック・イン・SST/デス・フライト SST: Death Flight                | ポール                   | テレビ映画 |
| 1978   | クルーズ・ミサイル Missile X - Geheimauftrag Neutronenbombe         | アレック・フランクリン   |            |
| 1979   | バイオレンス・チェイサー/無法砂漠の殺人遊戯 Survival Run            | カンダリス               |            |
| 1979   | 自由と愛の大地 The Rebels                                           | ジョージ・ワシントン     | テレビ映画 |
| 1979   | クローン・シティ/悪夢の無性生殖 The Clonus Horror                   | ジェフ・ナイト           |            |
| 1979   | 狂走!皆殺しの高速道路 Death Car on the Freeway                      | ハラー                   | テレビ映画 |
| 1980   | エヴァ・ライカーの記憶 The Memory of Eva Ryker                      | マイク・ロジャース       | テレビ映画 |
| 1980   | フライングハイ Airplane!                                            | オーバー機長             |            |
| 1981   | 熱砂の死闘 The Guns and the Fury                                    | マーク                   |            |
| 1982   | サバンナ・スマイル Savannah Smiles                                  | ハーランド・ドブス       |            |
| 1982   | フライングハイ2/危険がいっぱい月への旅 Airplane II: The Sequel      | オーヴァー船長           |            |
| 1984   | 皇帝密使 最佳拍檔女皇密令                                           | トム・コリンズ           | 香港映画   |
| 1987   | 弾丸刑事ニック&フランク Number One with a Bullet                    | フェリス                 |            |
| 1993   | アダムス・ファミリー2 Addams Family Values                          | ホスト                   |            |
| 1999   | TATARI タタリ House on Haunted Hill                                 | 本人                     |            |
| 2001   | だって女優ですもの! These Old Broads                                | ビル                     | テレビ映画 |
| 2002   | メン・イン・ブラック2 Men in Black II                               | 本人                     |            |

### テレビシリーズ
| 放映年    | 邦題 原題                           | 役名                 | 備考                          |
| --------- | ----------------------------------- | -------------------- | ----------------------------- |
| 1955-1960 | 名馬フューリー Fury                 | ジム・ニュートン     | 116エピソードに出演           |
| 1961      | Whiplash                            | クリストファー・コブ | 34エピソードに出演            |
| 1967-1973 | スパイ大作戦 Mission: Impossible    | ジム・フェルプス     | 主演で143エピソードに出演     |
| 1983      | 戦争の嵐 The Winds of War           | Palmer 'Fred' Kirby  | ミニシリーズ                  |
| 1988      | 戦争と追憶 War and Remembrance      | Palmer 'Fred' Kirby  | ミニシリーズ                  |
| 1988-1990 | 新スパイ大作戦 Mission: Impossible  | ジム・フェルプス     | 主演で35エピソードに出演      |
| 1997-2007 | 7th Heaven                          | ジョン・カムデン     | 11エピソードに出演            |
| 2005      | Dr.HOUSE House                      | マイロン             | エピソード:Love Hurts         |
| 2006      | コールドケース 迷宮事件簿 Cold Case | アントン・ビッケル   | 第21話 入れ墨 "The Hen House" |

## 参照
1. ↑  自身が演じたジム・フェルプスが、リメイクでは裏切り者として描写されたため。
2. ↑  “Peter Graves Biography”. Film Reference. 2008年2月6日閲覧。
3. ↑  TCM biography.
4. ↑  「スパイ大作戦」のピーター・グレイブスさん死去、83歳AFPBB News 2010年03月15日
5. ↑  TV, Film Star Peter Graves Dies at 83CBS News 2010年3月14日